# Dingle (Ierland)
Dingle (Iers: An Daingean of Daingean Uí Chúis - "fort van Ó Cúis") is een plaats in het Ierse graafschap Kerry.

## Geografie
Dingle is gelegen aan de zuidkant van het schiereiland Dingle aan een natuurlijke baai, 50 kilometer ten zuidwesten van Tralee en 71 kilometer ten noordwesten van Killarney.

## Verkeer en vervoer
Dingle is langs de N86 verbonden met Tralee. Tussen 1891 en 1953 was er ook een smalspoorverbinding met Tralee, langs de Tralee and Dingle Light Railway, de meest westelijke spoorlijn van Europa.

## Taal
Dingle ligt in de Gaeltacht, een groep regio's in Ierland waar Iers (Gaelisch) de hoofdtaal is.

## Bezienswaardigheden
Het stadje en het gebied er om heen is een toeristische trekpleister, vanwege onder andere:
- de prachtige Slea Head Drive (voor toeristen verplicht met de klok meerijden)
- Dunmore Head (meest westelijke puntje van het vasteland van Ierland)
- De uitzichten op onder andere de Connor-bergpas op het schiereiland.
- De uitzichten op de Ring van Kerry en Carrauntoohil, de hoogste berg van Ierland
- Mount Brandon, een van de hoogste bergen van Ierland.
- Dolfijn Fungie:  Van 1983 tot oktober 2020 zwom er een dolfijn genaamd Fungie in de haven van Dingle. Waarschijnlijk was hij zijn groep kwijt geraakt en bleef hij in Dingle hangen en zocht hij daarbij ook contact met mensen. Hij is voor het laatst gezien op 13 oktober 2020. In het stadje zijn een flink aantal aandenkens aan deze bijzondere dolfijn te vinden.

## Partnersteden
- Tolfa (Italië)
- Santa Barbara (Verenigde Staten), sinds 2003

## Geboren in Dingle
- Mícheál Ó Muircheartaigh (1930), radiocommentator voor de Gaelic Games
- Muiris Ó Rócháin (1944), onderwijzer en verzamelaar van folkloristische muziek en zang
- Joe O'Toole (1947), politicus
- Pauline Scanlon, zangeres
- Josie Knight (1997), weg- en baanwielrenster